# 増島愛浩
増島 愛浩（ますじま よしひろ、1980年5月22日 - ）は、日本の俳優。埼玉県出身。マドモアゼル所属。

## 略歴
1996年、スーパー戦隊シリーズ『激走戦隊カーレンジャー』土門直樹/ブルーレーサー役で俳優デビュー。第7話のアフレコ日は高校受験と重なっていたという。
2000年にオーストラリアに1年間留学。2002年にビッグファイタープロジェクトへ移籍。2004年10月に再び劇団東俳に復帰。
2007年よりオフィス斬を経て、2009年1月よりサラエンタテインメントに所属していたが、2015年にマドモアゼルへ移籍。

## 人物
特技はバスケットボール、水泳。
『カーレンジャー』で共演した岸祐二は、増島について勉強熱心な努力家で素直な青年であったと評しており、アクションにも果敢にチャレンジしていたと証言している。

## 出演

### テレビドラマ
- スーパー戦隊シリーズ
  - 激走戦隊カーレンジャー（1996年3月1日 - 1997年2月7日、テレビ朝日） - 土門直樹/ブルーレーサー 役
  - 忍風戦隊ハリケンジャー 第34話・第51話（2002年10月13日・2003年2月9日、テレビ朝日） - 橋本善成 役
- 徳川の女〜家康の長女亀姫の闘い（1997年3月20日、テレビ東京） - 奥平家昌 役
- 江戸ッ子探偵殺人案内（1997年6月14日、テレビ朝日） - 唐沢康之 役
- 殴る女 第7話（1998年11月24日、フジテレビ）
- 赤穂浪士（1999年1月2日、テレビ東京） - 矢頭右衛門七 役
- はぐれ刑事純情派
  - 第12シリーズ第6話（1999年5月5日、テレビ朝日） - 平山俊彦 役
  - 第14シリーズ第20話（2001年8月22日、テレビ朝日）
- 夜王〜YAOH〜（2005年5月11日、TBS）
- 雨と夢のあとに 第7話・第10話（2005年5月27日・6月17日、テレビ朝日）
- 危険なアネキ 第5話（2005年11月14日、フジテレビ） - サラリーマン 役
- ひみつな奥さん3（2008年5月30日、フジテレビ） - ホスト 役
- 生誕100年記念 松本清張ドラマスペシャル 霧の旗（2010年3月16日、日本テレビ） - バーテンダー 役
- 芸者弁護士 藤波清香（2014年6月23日、TBS） - 大西英輔 役

### CM
- 東京インテリア（2004年）
- 東京ガス（2007年）

### 映画
- ときめきメモリアル（1997年）
- ラストサムライ（2003年）
- ゴジラ FINAL WARS（2004年）
- クラッシャーカズヨシ（2005年） - ナオキン・スカイレーサー 役
- 宇宙戦艦ヤマト 復活篇（2009年）

### 舞台
- 大新撰組（2002年）
- 美少女戦騎ソウルガーディアン（2005年）
- 森の風子（2005年）
- 火男の火（2008年）
- 以蔵の一番長い日（2009年） - 沖田総司 役
- 眠狂四郎 無頼控（2010年） - 井関新八 役
- FROG 新撰組JADE KEEPER（2010年） - 沖田総司 役
- 誠〜とびだせ新撰組〜（2012年）
- 俺は君のためにこそ死ににいく（2015年）

### オリジナルビデオ
- スーパー戦隊シリーズ
  - 激走戦隊カーレンジャー スーパービデオ ヒーロースクール（1996年）- 土門直樹  役
  - 激走戦隊カーレンジャーVSオーレンジャー（1997年） - 土門直樹/ブルーレーサー 役
  - 電磁戦隊メガレンジャーVSカーレンジャー（1998年） - 土門直樹/ブルーレーサー 役
- HEROINE危機一髪!! 仮面ソルジャーMIYUKI（2005年）